# レオニード・キジム
レオニード・キジム（Leonid Denisovich Kizim、ロシア語:Леони́д Дени́сович Кизи́м、1941年8月5日 - 2010年6月14日）は、ウクライナ・ソビエト社会主義共和国ドネツィク州出身のソビエト連邦の宇宙飛行士である。1980年12月10日と1984年10月2日の2度に渡りソ連邦英雄を受章した。
キジムはソ連空軍で上級大将まで務めた後、1965年10月23日に宇宙飛行士に選ばれ、ソユーズT-3、ソユーズT-10、ソユーズT-15で3度宇宙に行き、ソユーズT-2ではバックアップの機長を務めた。合計で374日間と17時間56分の間宇宙に滞在し、1987年6月13日に引退した。
キジムは既婚で、2人の子供がいる。